# Коррея, Фелиш
Фелиш Алешандре Андраде Саншеш Коррея (порт. Félix Alexandre Andrade Sanches Correia; родился 22 января 2001) — португальский футболист, нападающий клуба «Жил Висенте».

## Клубная карьера
Уроженец Лиссабона, Коррея начал карьеру в футбольной академии «Спортинга». В 2019 году права на него купил английский клуб «Манчестер Сити», после чего сразу же отдал юного португальца в аренду в нидерландский клуб «Йонг АЗ». В сезоне 2019/20 Коррея провёл 23 матча, забил 3 гола и отдал 5 голевых передач в Эрстедивизи.
30 июня 2020 года итальянский клуб «Ювентус» согласовал обмен Корреи на Пабло Морено; португальский нападающий подписал с туринским клубом пятилетний контракт. Он отправился в аренду в команду «Ювентуса» до 23 лет. В сезоне 2020/21 Коррея провёл 30 матчей и забил 8 голов в итальянской Серии C.
2 мая 2021 года Коррея дебютировал в основном составе «Ювентуса» в матче итальянской Серии A против «Удинезе».
13 августа 2021 года отправился в аренду в клуб «Парма», выступающий в итальянской Серии B. Соглашение об аренде предусматривает возможность выкупа контракта игрока.
22 августа 2023 года перешёл на правах аренды в «Жил Висенте»

## Карьера в сборной
Выступал за сборные Португалии до 15, до 16, до 17, до 18 и до 19 лет.